# Giuseppe Canale
Giuseppe „Pino“ Canale (* 17. März 1977 in Genk) ist ein ehemaliger belgischer Fußballspieler italienischer Herkunft. Der Linksfüßer spielte hauptsächlich im zentralen Mittelfeld.

## Karriere
Giuseppe Canale begann seine Profikarriere beim Roda Kerkrade in der niederländischen Ehrendivision und konnte sich nicht durchsetzen, nachdem er sämtliche Jugendmannschaften für den belgischen 1.-Division-Teilnehmer KRC Genk durchlief.
In der Saison 1997/98 wechselte Canale zum FC Emmen in der Eerste Divisie. Dort machte er sich aufmerksam. Der westfälische Zweitligist FC Gütersloh verpflichtete ihn für 100.000 €, stieg jedoch in dieser Spielzeit aus der zweiten Liga ab.
In der Folgesaison wechselte Canale in der Winterpause zum westfälischen Klub LR Ahlen und schaffte mit diesem in den Relegationsspielen den Aufstieg in die 2. Bundesliga. Nach anderthalb Jahren in Ahlen wechselte er zum westfälischen Regionallisten SC Paderborn 07.
Über die Stationen FC Sachsen Leipzig, 1. FC Bocholt, Fortuna Düsseldorf und VfB Lübeck wechselt Canale im Sommer 2008 zum belgischen Zweitligisten RFC Lüttich. In der Saison 2009/10 war er zudem stellvertretender Kapitän der ersten Mannschaft.
Seine Karriere ließ Canale in der Saison 2010/11 beim belgischen Amateurverein KSK Tongeren in der vierten Liga ausklingen.